# リボルバー (佐藤正午の小説)
『リボルバー』は、佐藤正午による日本の小説、およびそれを原作とした1988年の日本映画。

## 概要
1985年11月に集英社より出版。1988年4月に文庫化。2007年12月に光文社文庫より再刊。デジタル版が2013年11月1日に集英社より発売。

## あらすじ
盗まれた実弾入りのリボルバー拳銃をめぐる人間模様を描くものである。

## 書誌情報
- 単行本：1985年11月1日発売、集英社、ISBN 978-4087750720
- 集英社文庫：1988年4月1日発売、ISBN 978-4087493160
- 光文社文庫：2007年12月6日発売、ISBN 978-4334743512

電子書籍
- 集英社：2013年11月1日発売

## 映画
藤田敏八監督によって1988年に映画化された。藤田最後の監督作であるとともに、前年に日活から改称したロッポニカ最後の作品ともなった。
原作にはない清水信彦の見合いなど警察官時代のエピソード（原作では清水は登場した時点ですでに警察を退職している）やその見合い相手の山川亜代が登場する、原作では間接的かつわずかにしか登場しない拳銃強盗犯とその男が狙った女（映画の阿久根康男と有村美里）の描写が多いなど、原作からはかなり改変されている。

### あらすじ
鹿児島県警の所轄署で交番勤務をしていた巡査部長・清水信彦は山川亜代と見合いをしたが、あまり乗り気ではないままデートをした海水浴場でバーのホステス・節子と知り合い心惹かれる。
別府競輪場で大穴を当てて仲良くなった蜂谷と永井は、気を良くして鹿児島に向かう。
受験生の出水進はある晩、ヤクザ風の石森がホステスの美希を暴行する現場を目撃し、石森にさんざん殴られる。出水は、男を叩きのめす力が欲しいと思う。
ある日、清水は仕事中の公園で後ろから殴られ拳銃を奪われる。
奪ったのは会社員の阿久根だった。
阿久根は、不倫関係にあった部下の美里から同僚との結婚を告げられて怒り、二人を殺し自分も死のうと思い詰める。しかし殺害に失敗し自身も死にきれず、逃走中に拳銃を動物園のゴミ箱に捨てる。その拳銃を拾ったのが出水だった。
出水は自分を殴った男に復讐するため、ホステスの美希から男の所在を聞き、鹿児島から札幌に向かう。
拳銃を奪われ警察を辞職した清水は、節子の部屋に転がり込んだが、節子から美希の情報を、美希から出水のことを聞いて札幌に向かう。
自分の前から突然姿を消した清水を追って、見合い相手の亜代も札幌に向かう。同じ頃、競輪行脚を続ける蜂谷と永井も札幌に来ていた。
札幌に着いた出水は、石森の居場所を突き止め彼に詰め寄る。そして出水は石森に銃を向けるが、その銃を追ってきた清水がけ飛ばして阻止する。周囲には市民が集まり、その中に見合い相手の亜代、競輪行脚の蜂谷と永井もいる。
出水の手から離れた拳銃を拾ったのは亜代で、亜代は好意を寄せる清水が自分を捨て節子の元に走ったことを怒り、拳銃を手にした瞬間、その怒りが殺意に変わって、なだめる清水に発砲する。しかし、その弾は清水でなく見物していた蜂谷に当たってしまった。
清水は節子に会いに行くが、彼女からは別れを告げられ、彼はタクシー運転手をやっている。

### キャスト
- 清水信彦：沢田研二
- 出水進：村上雅俊
- 佐伯直子：佐倉しおり
- 蜂矢圭介：柄本明
- 永井新：尾美としのり
- 尾崎節子：手塚理美
- 山川亜代：南條玲子
- 阿久根康男：小林克也
- 石森慎二：山田辰夫
- 池上美希：倉吉朝子
- 有村美里：吉田美希
- 工藤保：我王銀次
- 村田雄浩
- 伊地知：長門裕之（特別出演）
- スナックのホステス：高部知子（友情出演）
- 清水まゆみ、露原千草、有福正志、椎谷建治、北見敏之、水上功治、松下一矢、前川麻子、二家本辰巳、高田純 ほか

### スタッフ
- 監督：藤田敏八
- 原作：佐藤正午『リボルバー』
- 脚本：荒井晴彦
- 音楽：原田末秋
- 撮影：藤沢順一
- 美術：徳田博
- 録音：信岡実
- 照明：金沢正夫
- 編集：井上治
- 助監督：橋本匡弘、竹下昌男、芳田秀明、原正弘
- 製作担当：久家豊
- スチール：西本敦夫
- 現像：IMAGICA
- 撮影協力：鹿児島市、桜島町企業部、上富良野町、日本エアシステム、日本自転車振興会、東日本フェリー、日本カーフェリー、産業能率短期大学、北海道開拓の村、鹿児島市平川動物公園、鹿児島市立病院 ほか
- 企画：角田豊
- プロデューサー：山田耕大、小林壽夫